# Papaver rhoeas
La amapola común o amapola silvestre (Papaver rhoeas), es una especie fanerógama del género Papaver, perteneciente a la familia Papaveraceae.

## Descripción
Es una planta de ciclo anual que puede alcanzar más de 50 cm de altura. Posee tallos erectos y poco ramificados con finos pelillos. Las hojas, que nacen alternas a lo largo del tallo, son muy dentadas en los márgenes con una única nervadura central. Las flores, de color escarlata intenso, poseen cuatro finos pétalos, a menudo con una mancha negra en la base, y, a veces, con una línea blanca que la bordea, y dos sépalos vellosos caedizos en la antesis. Los pétalos son muy delicados. Los estambres, de color negro, forman un anillo alrededor del gineceo, lo que le da el aspecto de botón negro.
El fruto es una cápsula unilocular con falsos tabiques, verde pálido, de forma ovalada/subglobosa, truncada por un disco en la parte superior con ocho a dieciocho radios y con numerosas semillas, que escapan a través de poros debajo del disco superior (dehiscencia porícida). Dichas diminutas semillas son, como en todas las especies del género, de forma arriñonada, alveoladas con retículo poligonal y de color pardo. Florecen de principio a final de la primavera. 

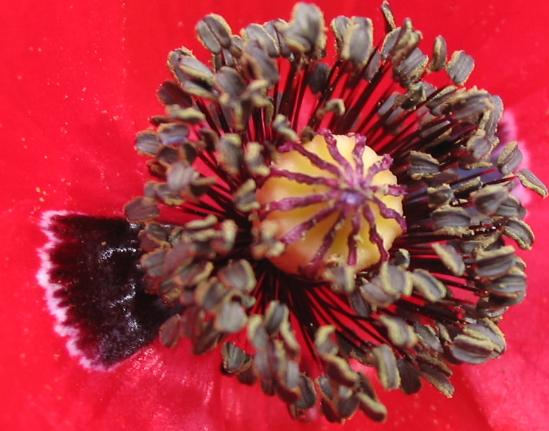
Detalle de los aparatos reproductores

La amapola se ha asociado a la agricultura desde épocas antiguas. Su ciclo de vida se adapta a la mayoría de los cultivos de cereales, florecen y granan antes de la recolección de las cosechas. 

## Usos

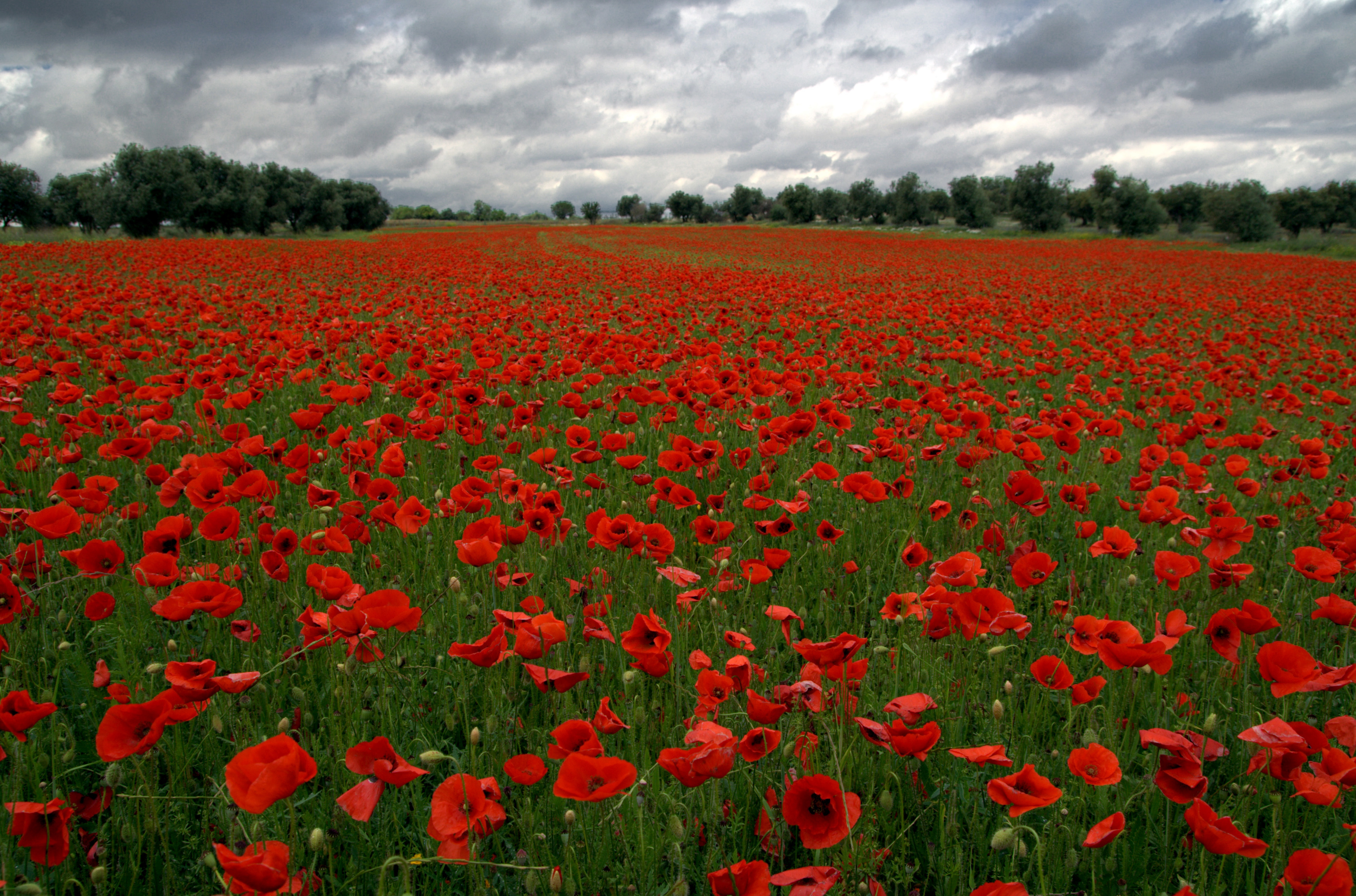
Campo de amapolas

Las hojas son levemente venenosas para los animales herbívoros. Las hojas verdes frescas antes de la floración pueden cocinarse como las espinacas, pierden la toxicidad al cocinarse, aunque tienen efectos sedantes por la papaverina que contienen.[cita requerida]
Las semillas son comestibles y a menudo se utilizan como condimento y en bollería, mientras que los pétalos se usan para elaborar siropes y bebidas no alcohólicas. La savia, los pétalos y las cápsulas contienen rhoeadina, un alcaloide de efectos ligeramente sedantes, a diferencia de la especie Papaver somniferum (adormidera u opio), que contiene morfina. El consumo excesivo puede causar molestias intestinales, y hasta dolor de estómago.[cita requerida]

## Distribución geográfica
No se sabe el origen de P. rhoeas, pero se encuentra ampliamente extendida en Eurasia y el norte de África (donde se emplea para la elaboración de cosméticos). Por encontrarse frecuentemente en áreas de cultivo, se ha extendido con las zonas de agricultura, es decir, han colonizado áreas debido a la influencia del ser humano.[cita requerida]

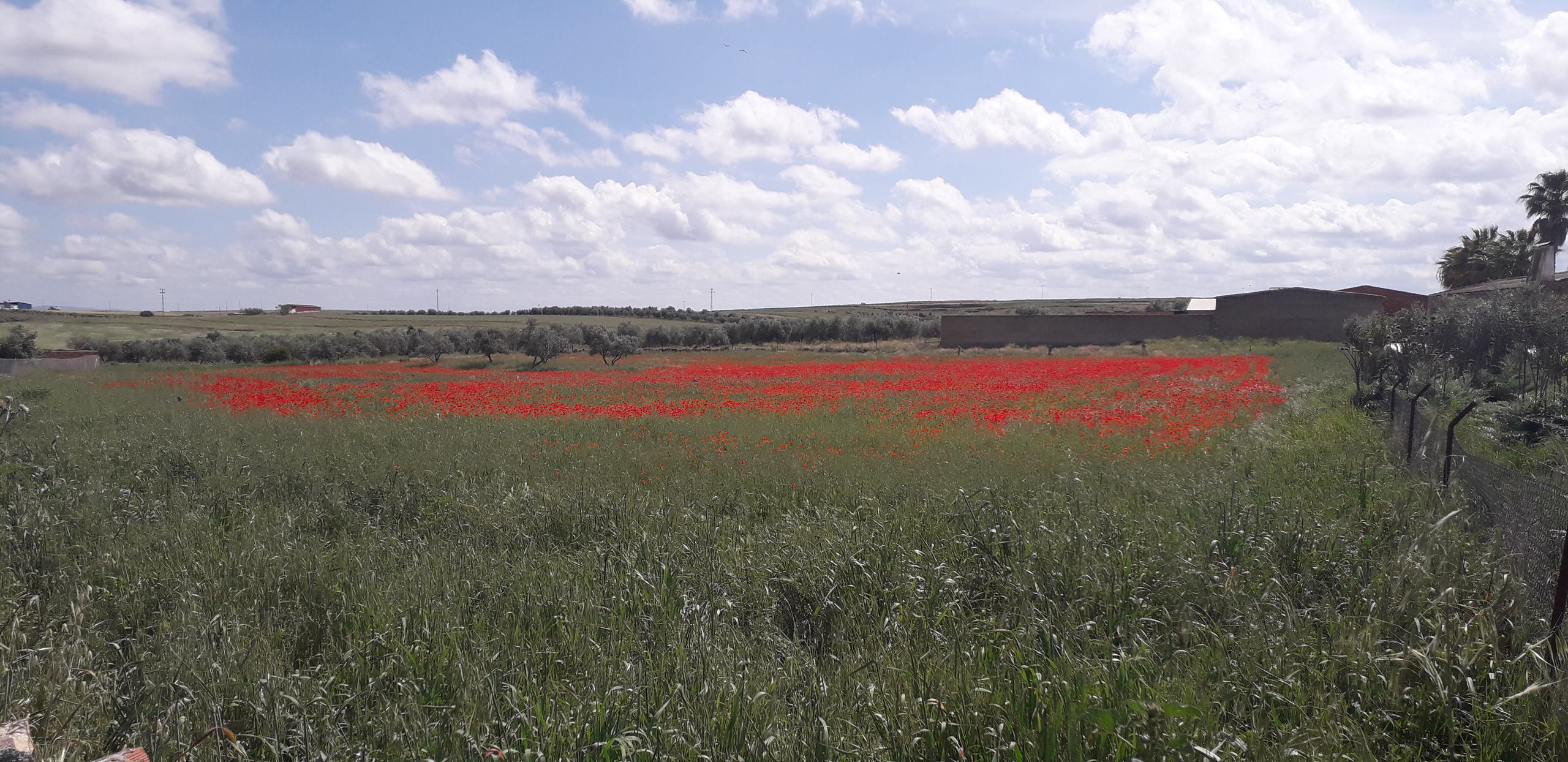
Villaralto

## Variedades
Existen diferentes variedades o cultivares de tonos pastel.[cita requerida]

## Uso gastronómico
Las hojas de esta planta son uno de los ingredientes del preboggion, mezcla de hierbas típica de la cocina de Liguria, Italia.[cita requerida]

## Taxonomía
P. rhoeas fue descrita por Carlos Linneo, en Species Plantarum 1: 506–507. 1753.
Citología
Número de cromosomas de Papaver rhoeas (fam. Papaveraceae) y taxones infraespecíficos:
2n=14 n=8
Etimología
Ver: Papaver
rhoeas: epíteto latino, que significa "amapola roja".
Sinonimia
- Papaver agrivagum Jord.
- Papaver caudatifolium Timb.-Lagr.
- Papaver dodonaei Timb.-Lagr.
- Papaver fuchsii Timb.-Lagr.
- Papaver intermedium Beck
- Papaver roubiaei Vig.
- Papaver strigosum (Boenn.) Schur
- Papaver uniflorum Balb. ex Spenn.[5]
- Papaver arvaticum Jord.
- Papaver arvense Salisb.
- Papaver atropurpureum Gilib.
- Papaver commutatum Fisch., C.A.Mey. & Trautv.
- Papaver erraticum Gray
- Papaver insignitum Jord.
- Papaver syriacum Boiss. & Blanche
- Papaver tenuissimum Fedde
- Papaver trilobum Wallr.
- Papaver tumidulum Klokov
- Papaver umbrosum auct.[6]

## Nombre común
Ababa, ababaol, ababol, ababol común, ababolera, ababoles, abibola, abibollí, adormidera silvestre, albohol, amapol, amapola, amapola común, amapola de cuatro hojas, amapola mestiza, amapola morada, amapola real, amapolas, amapola silvestre, amapoles, amapol fino, amapolo, anapol, anapola, anapola real, anapoles, apajico, arabol, arapoles, arebol, babaol, beril, cacarequec, cararequec, cascojo, cojoncillo, coquerecoc, flor de lobo, fraile, frailes, fraile y gallo, gallo, gallos, gamapola, ganapola, hamapola, hanapola, loraguillo, mapol, mapola, mapolas, mapoles, maripola, mayandero, monaguillo, monja, pamplosa, papoila, papola, peperepep, perigallo, pipirigallo, pipiripip, pirigallo, quequerequec, quicaraquic, rosella, rosello, rosillas, yerba-viento.